# مدرسه خان
مدرسهٔ خان (تأسیس ۱۰۰۴ هجری قمری مقارن با ۱۵۹۵ میلادی در شیراز) مدرسه‌ای تاریخی است که توسط الله‌وردی خان گرجی و پسرش امام قلی خان در شهر شیراز و همزمان با حکومت شاه عباس صفوی ساخته شده‌است. الله‌وردی خان گرجی با این اقدام خود، دانشگاهی به مفهوم واقعی آن روز بنیان گذاشت، که در آن افزون بر حکمت، فقه، ادب، نجوم، علم حساب، هندسه، زمین‌شناسی، جانورشناسی، گیاه‌شناسی و شیمی تدریس می‌شد. ملاصدرا در پناه فرهنگ دوستی و آزاداندیشی الله وردی خان گرجی تألیفات فراوانی از خود بر جای گذاشت، اما مهم‌ترین حاصل عمر وی بنیاد نهادن حکمت متعالیه بود. بدین وسیله یک گرجی مسیحی زاده به عالم تشیع خدمتی عظیم نمود.
الله وردی خان که از سال ۱۰۰۴ تا ۱۰۲۲ حاکم فارس بود، مردی آزاداندیش بود و روحیهٔ این سردار آزاده با انزواء و حبس افکار آزاداندیش و الهی سازگار نبود. به همین خاطر وی ملاصدرا را که توسط علمای اصفهان تکفیر و در کهک قم تبعید شده بود به شیراز دعوت کرد. او نامه‌ای بدین مضمون به ملاصدرا نوشت: «من نمی‌توانم به کهک بیایم تا بتوانم از محضر درس شما استفاده کنم و به همین جهت در شیراز بنای مدرسه‌ای را برای شما شروع کرده‌ام و همین که تمام شد اطلاع می‌دهم که بیایید و در این مدرسه تدریس کنید». الله وردی خان مدرسه را با هزینهٔ خود ساخت و پیش از آنکه ساخت آن به پایان برسد چون دید به درازا خواهد انجامید، همین که قسمت‌های ضروری برای استفادهٔ استاد و طلاب آماده شد، از ملاصدرا درخواست کرد که به شیراز بیاید.

### مرتبه علمی مدرسه: بنیانگذاریحکمت متعالیه
یکی از دلایل شهرت این مدرسه آن است که ملاصدرا سال‌ها در آن به تدریس فلسفه و علوم اسلامی می‌پرداخت و درست از همین زمان به بعد، این مدرسه به عنوان یکی از مهم‌ترین مراکز علمی ایران مطرح شد.
در شأن و مقام این مرکز مهم علمی و فرهنگی شیراز همین بس که در زمانی که شرط ورود طلاب به برخی از مدارس اصفهان فرانگرفتن علوم معقول بود، یکی از شرایط تدریس و تحصیل مدرسهٔ خان این بود که حتماً باید یک مدرس علوم معقول در آنجا تدریس نماید. الله وردی خان در وقفنامه تصریح کرد که اختیار تدریس را به شما واگذار می‌کنم تا اینکه شما هر درسی را که می‌خواهید در برنامهٔ دروس مدرسه قرار دهید.
الله وردی خان با این اقدام خود، دانشگاهی به مفهوم واقعی آن روز بنیان گذاشت، که در آن افزون بر حکمت، فقه، ادب، نجوم، علم حساب، هندسه، زمین‌شناسی، جانورشناسی، گیاه‌شناسی و شیمی تدریس می‌شد. ملاصدرا، در پناه فرهنگ دوستی و آزاداندیشی الله وردی خان گرجی تألیفات فراوانی از خود بر جای گذاشت، اما مهم‌ترین حاصل عمر وی بنیاد نهادن حکمت متعالیه بود. بدین وسیله یک گرجی مسیحی زاده به عالم تشیع خدمتی عظیم نمود.

## معماری
این مدرسه، هنگام آبادانی یکصد حجره برای اقامت یکصد طلبه داشته‌است و چهار طرف آن چهار باغ برای تفریح طلاب بوده‌است. از ویژگی‌های این مدرسه، این است که شمار برخی اندام‌های آن بر پایه اعداد مقدس بوده‌است. شمار حجره‌های آن ۹۲ است که به حروف جمل، نام مبارک پیامبر اکرم (ص) در می‌آید، ۵ مدرس و ۱۲ راهرو داشته برابر پنج تن و دوازده امام؛ و دارای ۱ مسجد است. با افزودن شماری از این اندام‌ها برهم عدد ۱۱۰ اسم حضرت امیر (ع) بدست می‌آید. افزون برا آن چهار اتاق دیگر یعنی اتاق گیاه‌شناسی، اتاق خادم، اتاق چراغدار و اتاق مؤذن هم هست که روی هم ۱۱۴ بدست می‌آید که تعداد سوره‌های قرآن است.
در زمان ساخت و تا عصر زندیه در طرفین جبهه غربی مدرسه دو گلدسته بلند آجری با تزیینات و کاشی کاری مفصلی وجود داشته که به دلیل مسلط بودن بر ارگ حکومتی کریم خان زند ویران گردیده‌است، کاشی کاریهای سقف مدرسه مثل مسجد شیخ لطف‌الله در اصفهان است، در حاشیه سقف آیات قرآنی با خط ثلث عالی وجود دارد که در کتیبه آن به سال ۱۰۲۴ هجری قمری نگاشته شده، بالای دالان، تالار وسیعی است که روزگاری حکیم ملاصدرا ملقب به صدرالمتألهین فلسفه اشراق در آن تدریس می‌کرده‌است.

## نگارخانه

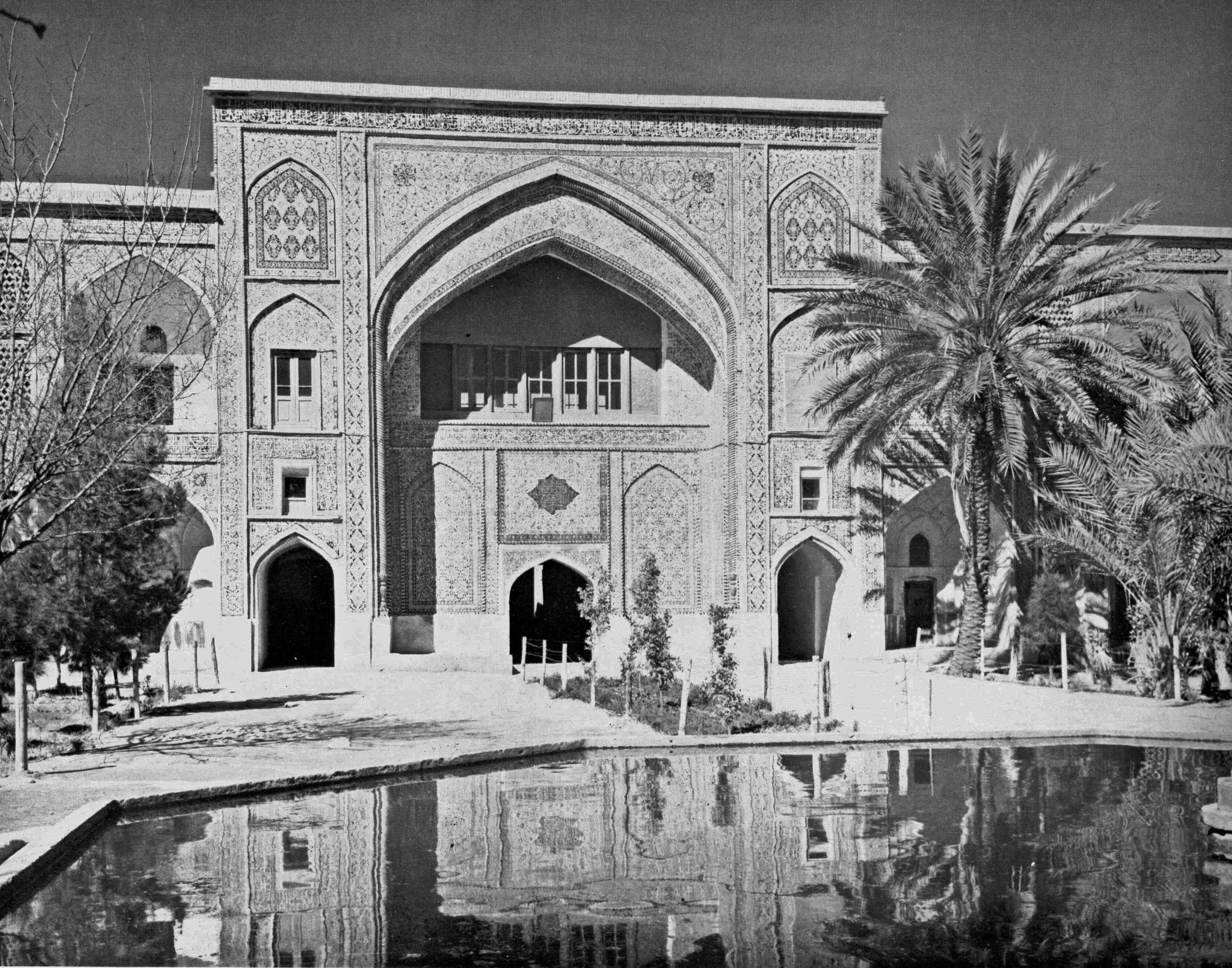
مدرسهٔ خان در دههٔ ۱۹۷۰م
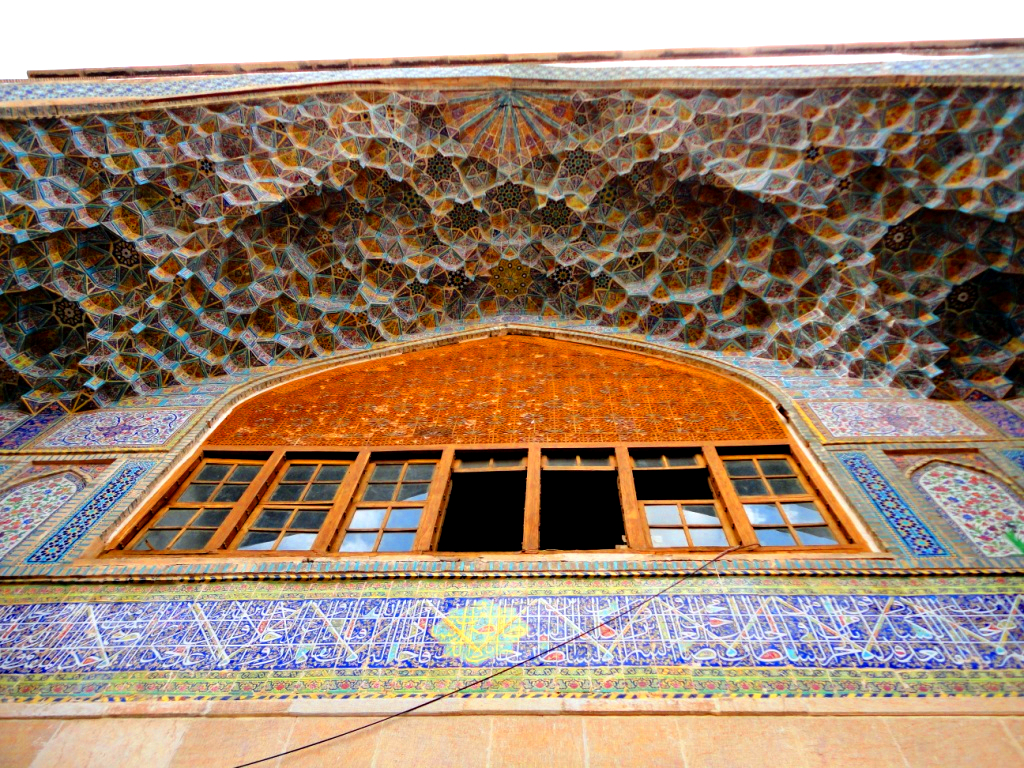
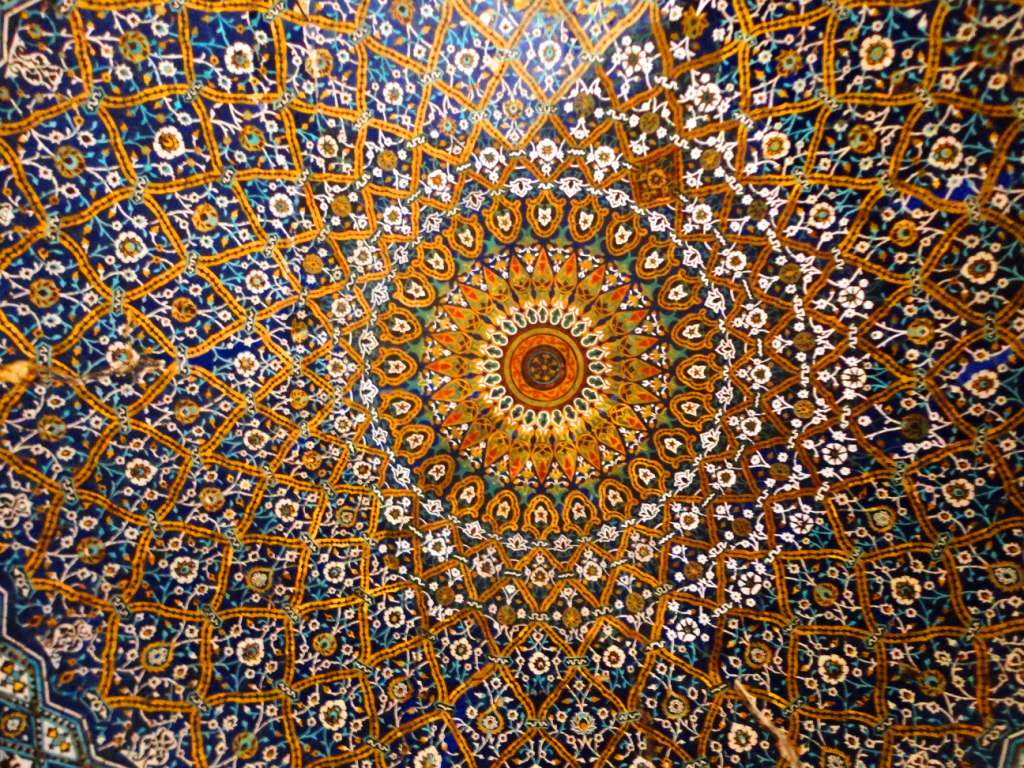
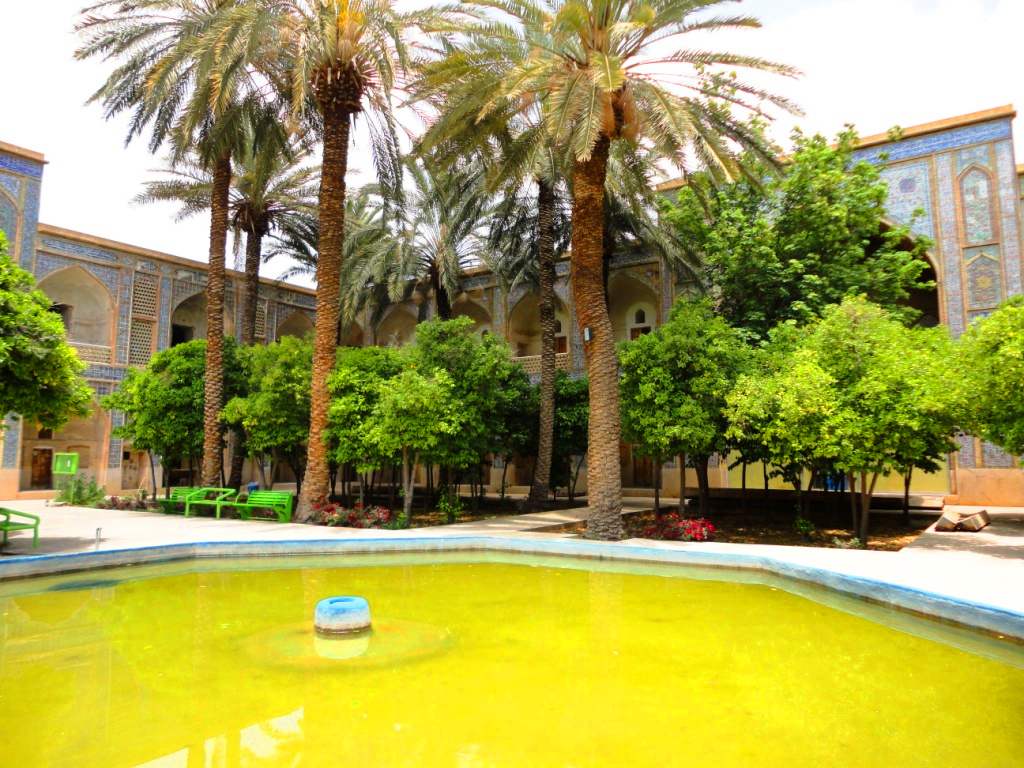
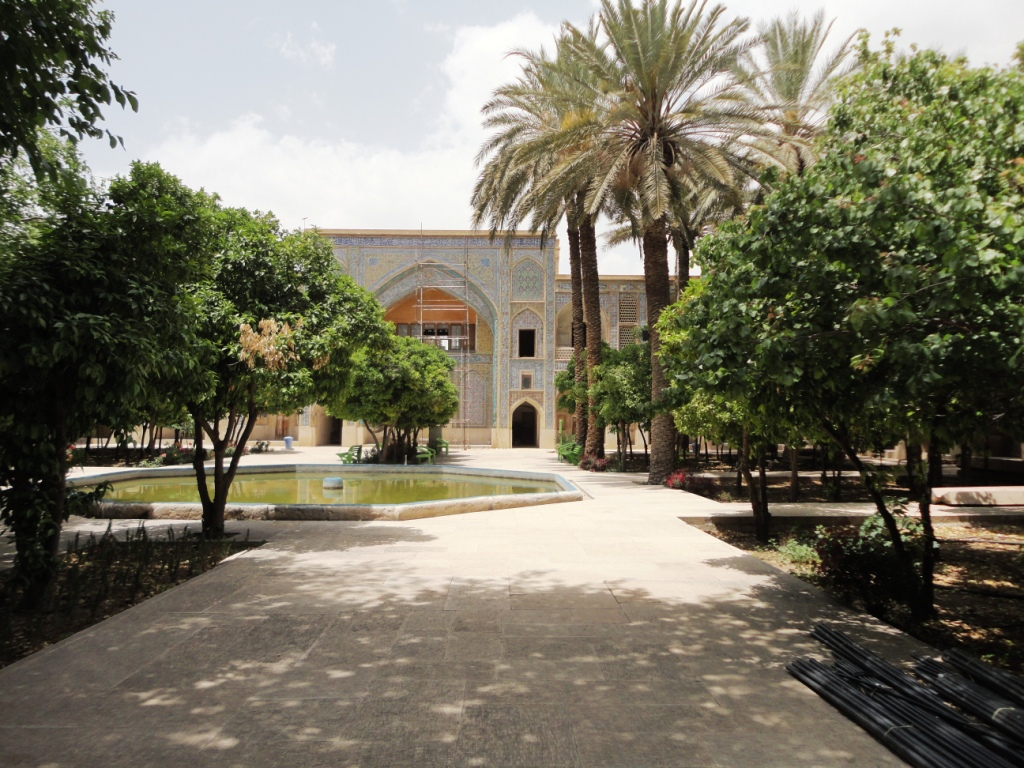
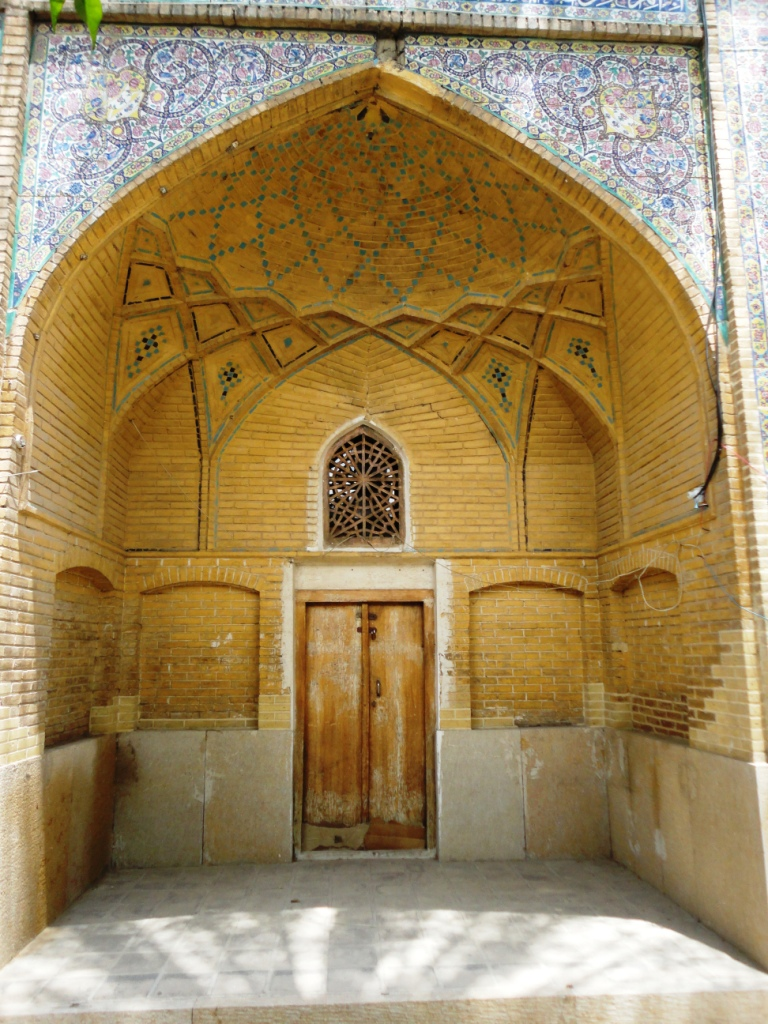
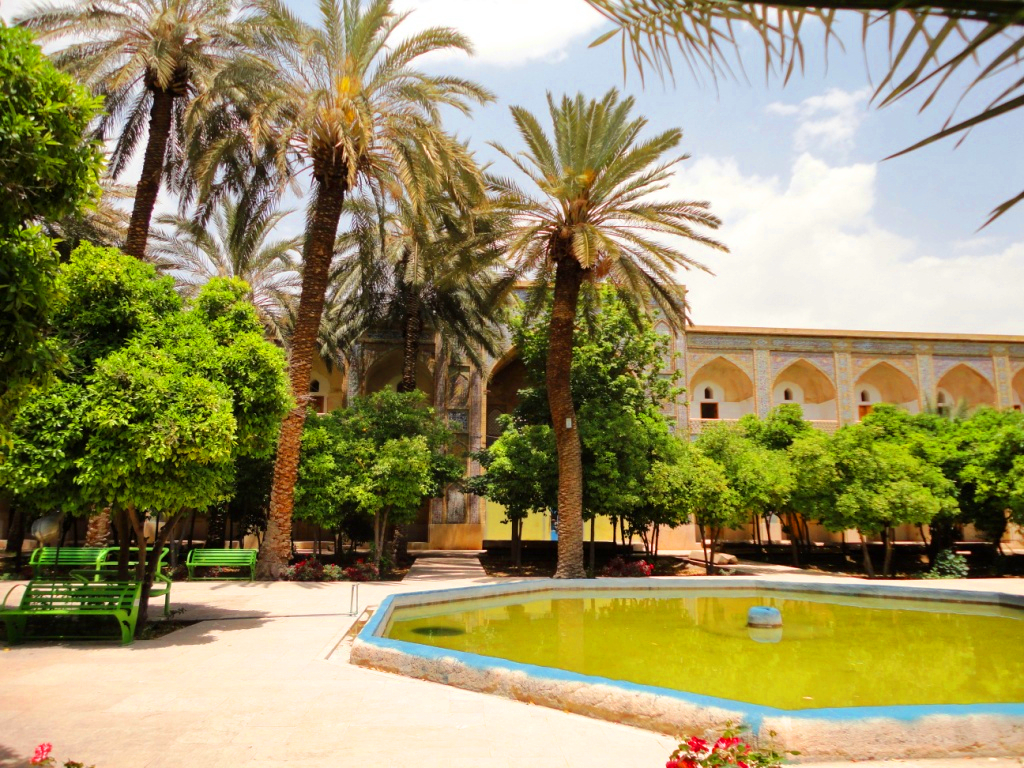
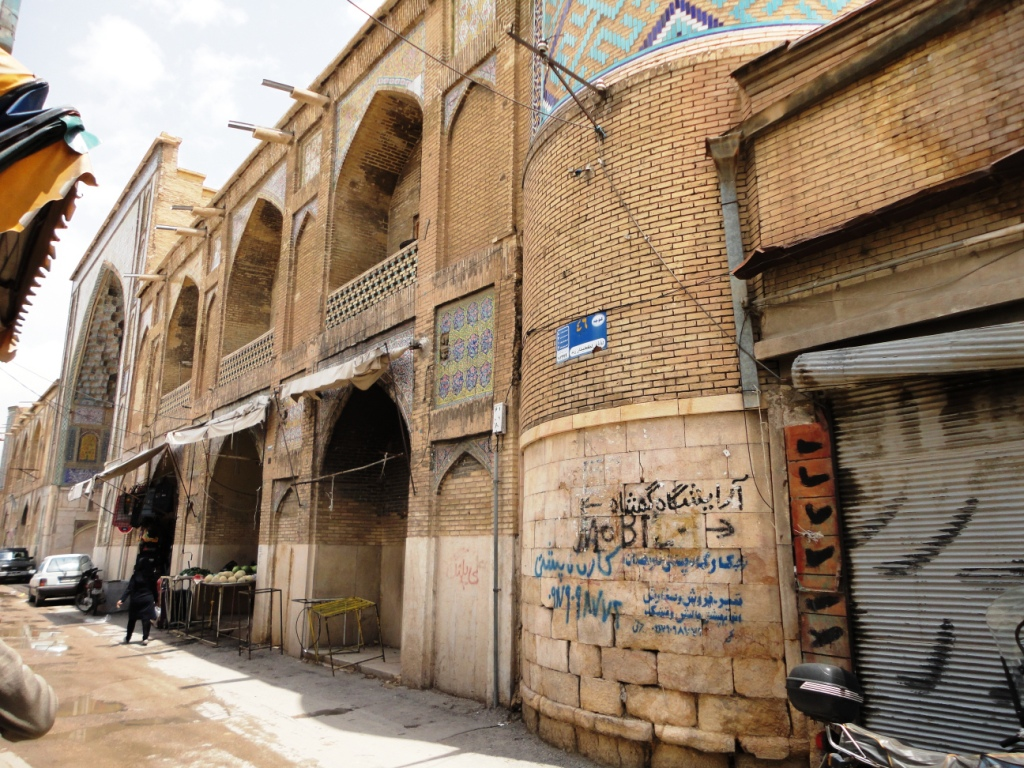
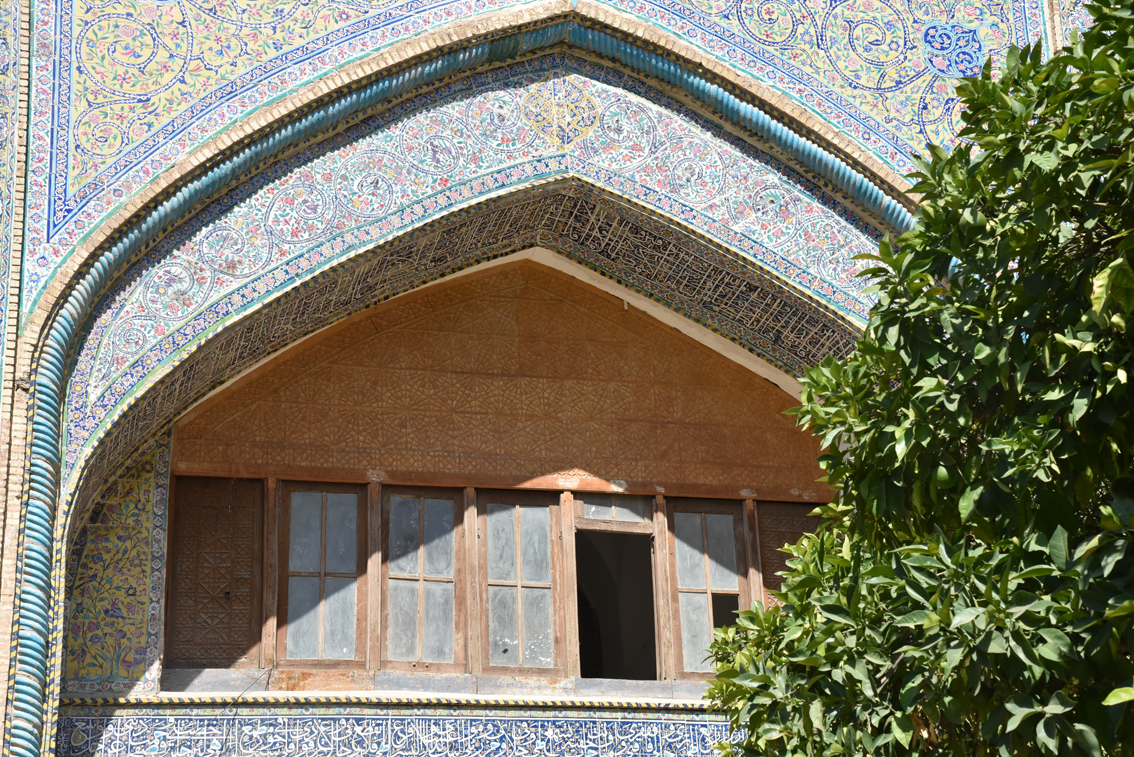
نمای بیرونی حجره محل تدریس ملاصدرای شیرازی در مدرسه خان
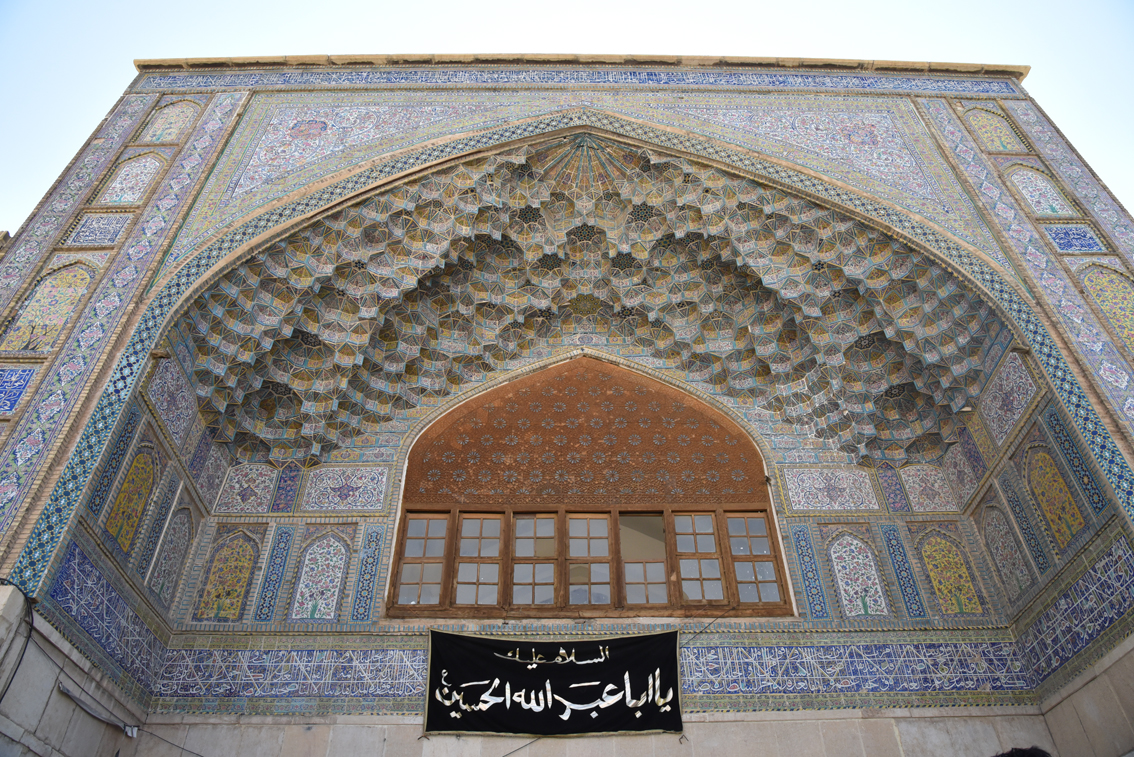
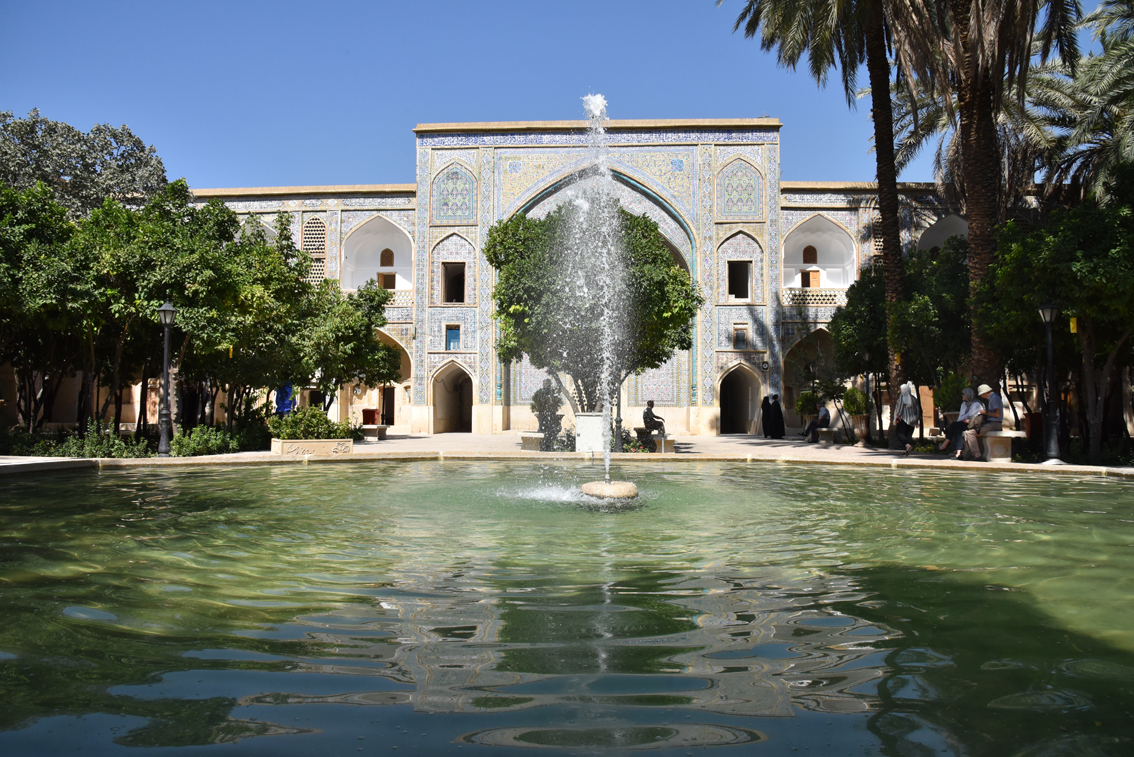
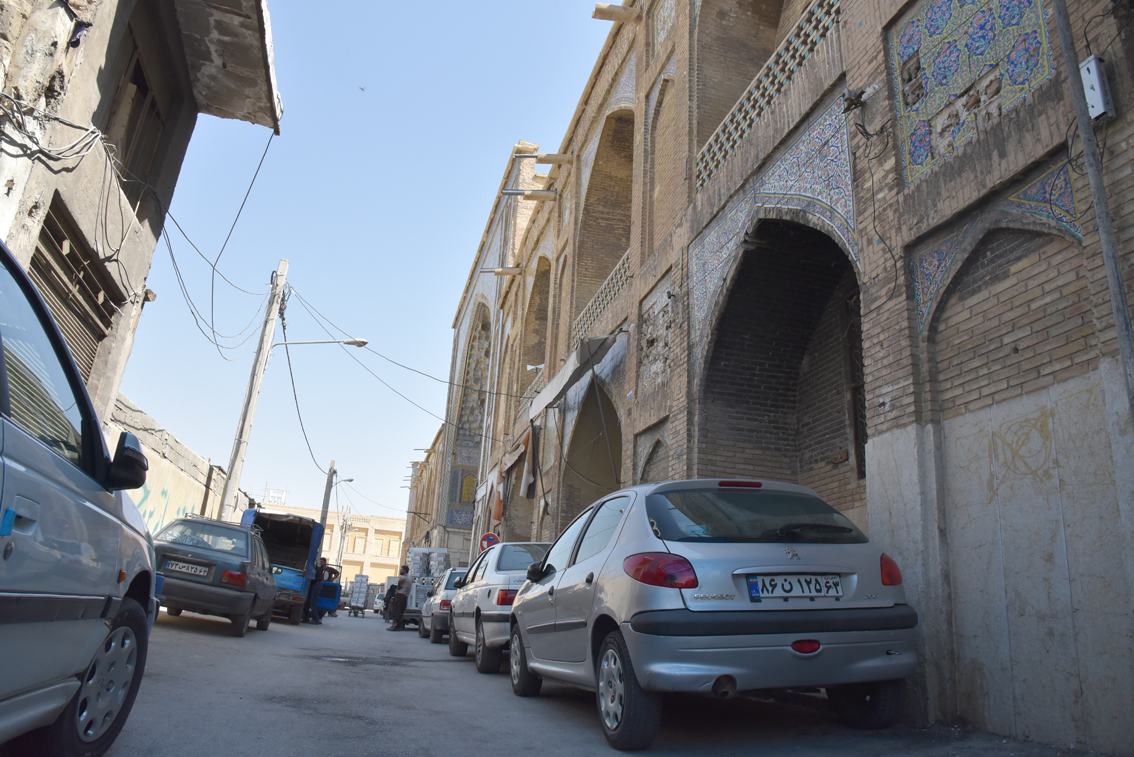
نمای بیرونی مدرسه خان
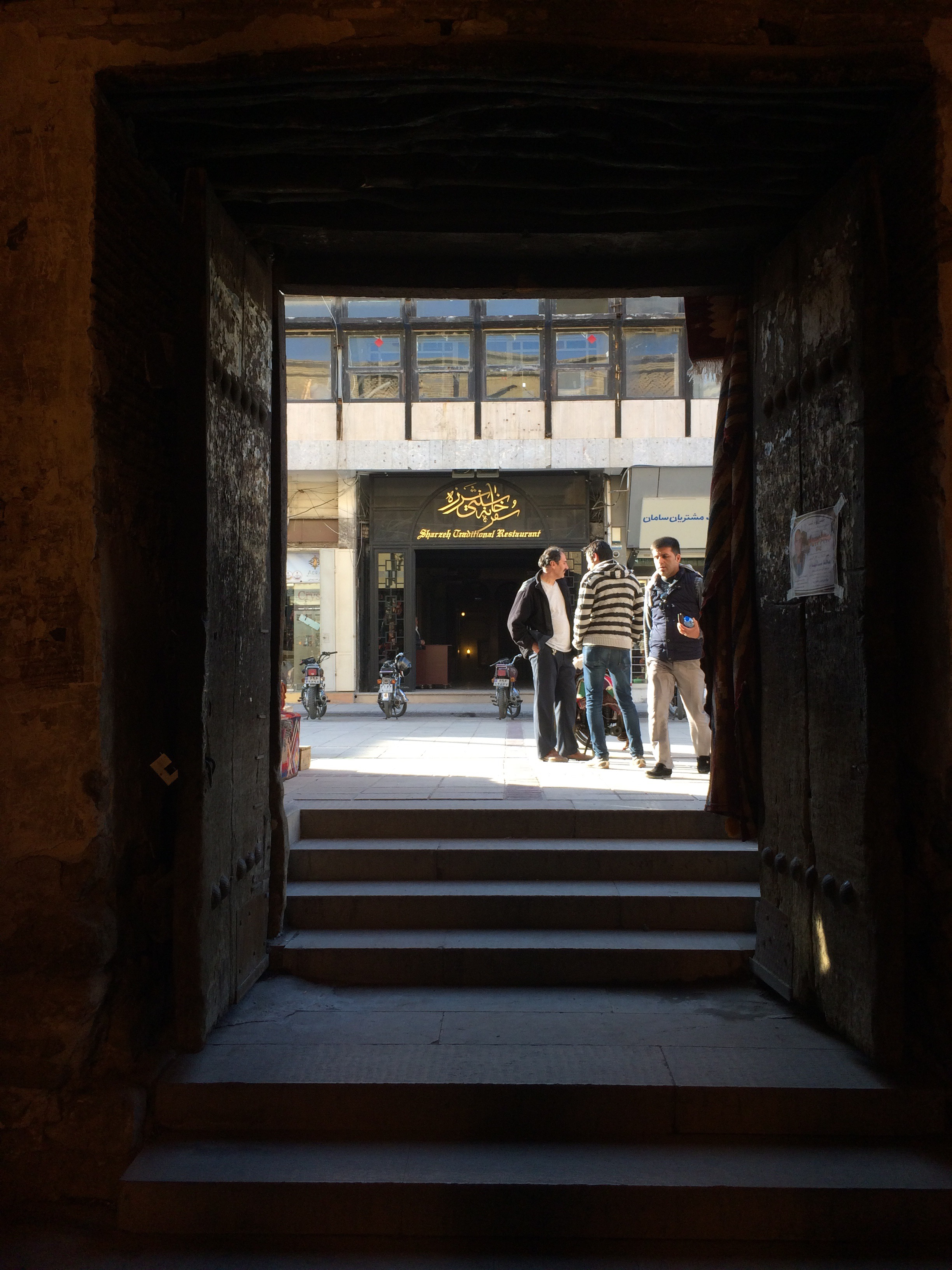
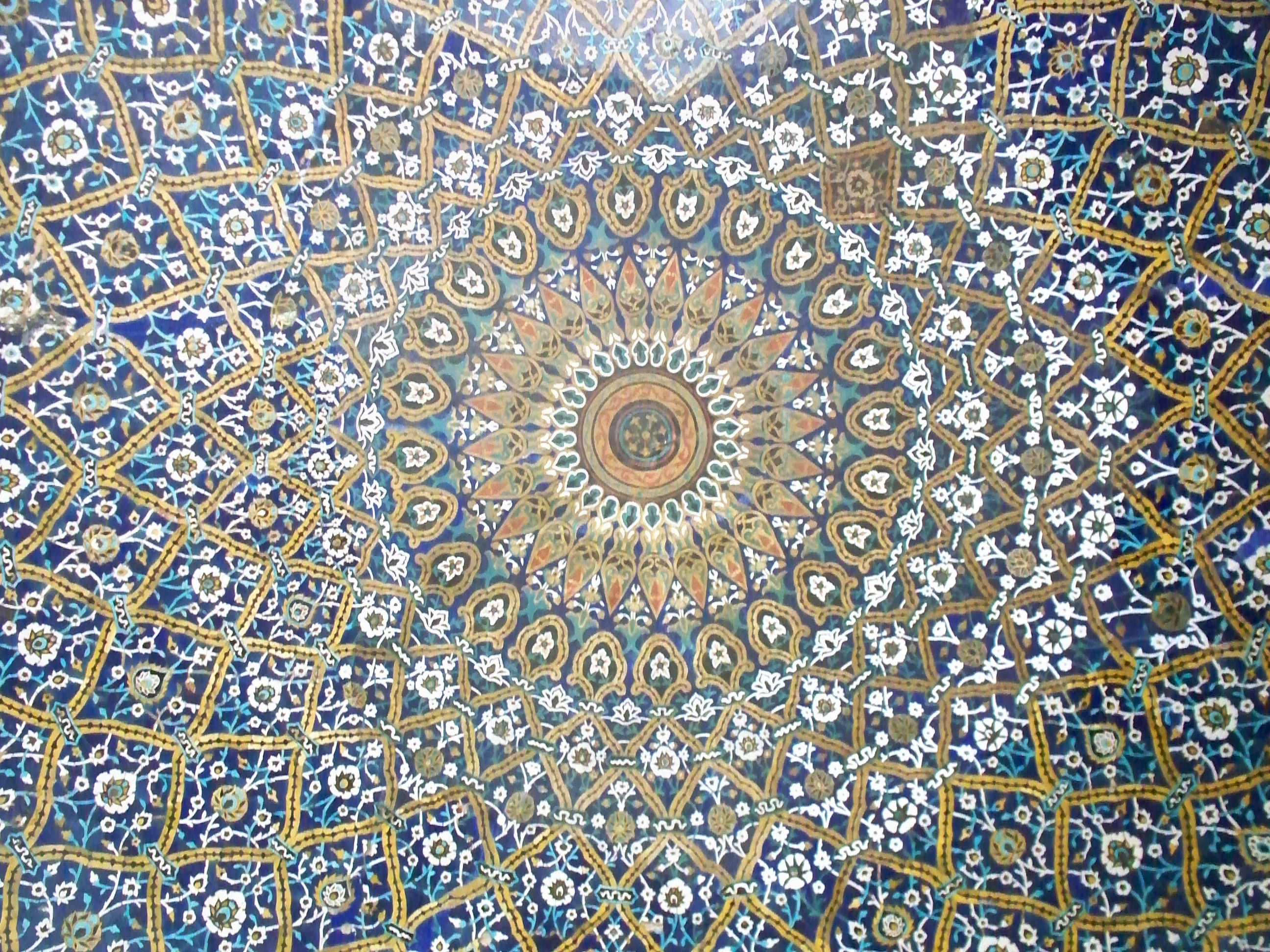
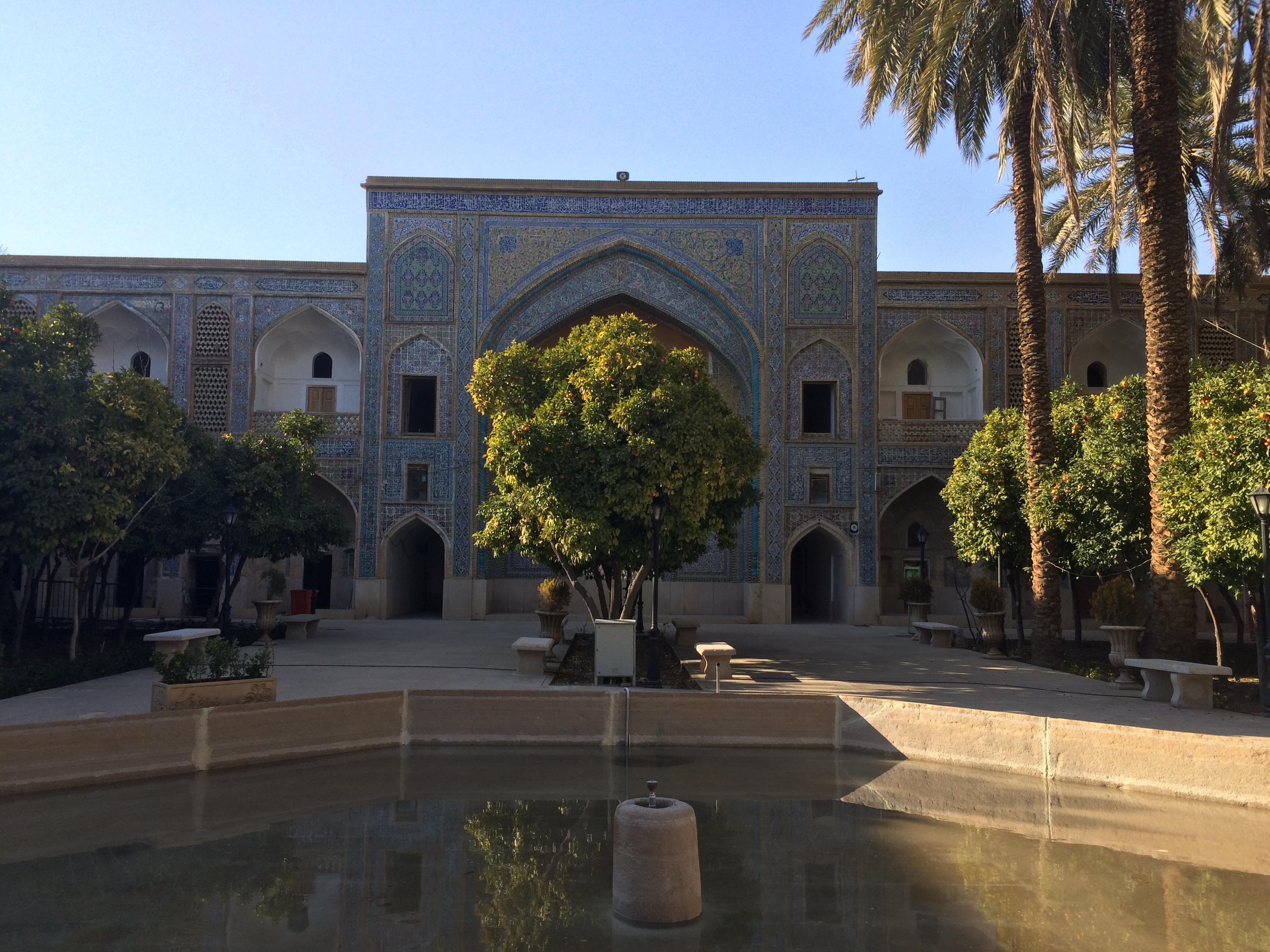
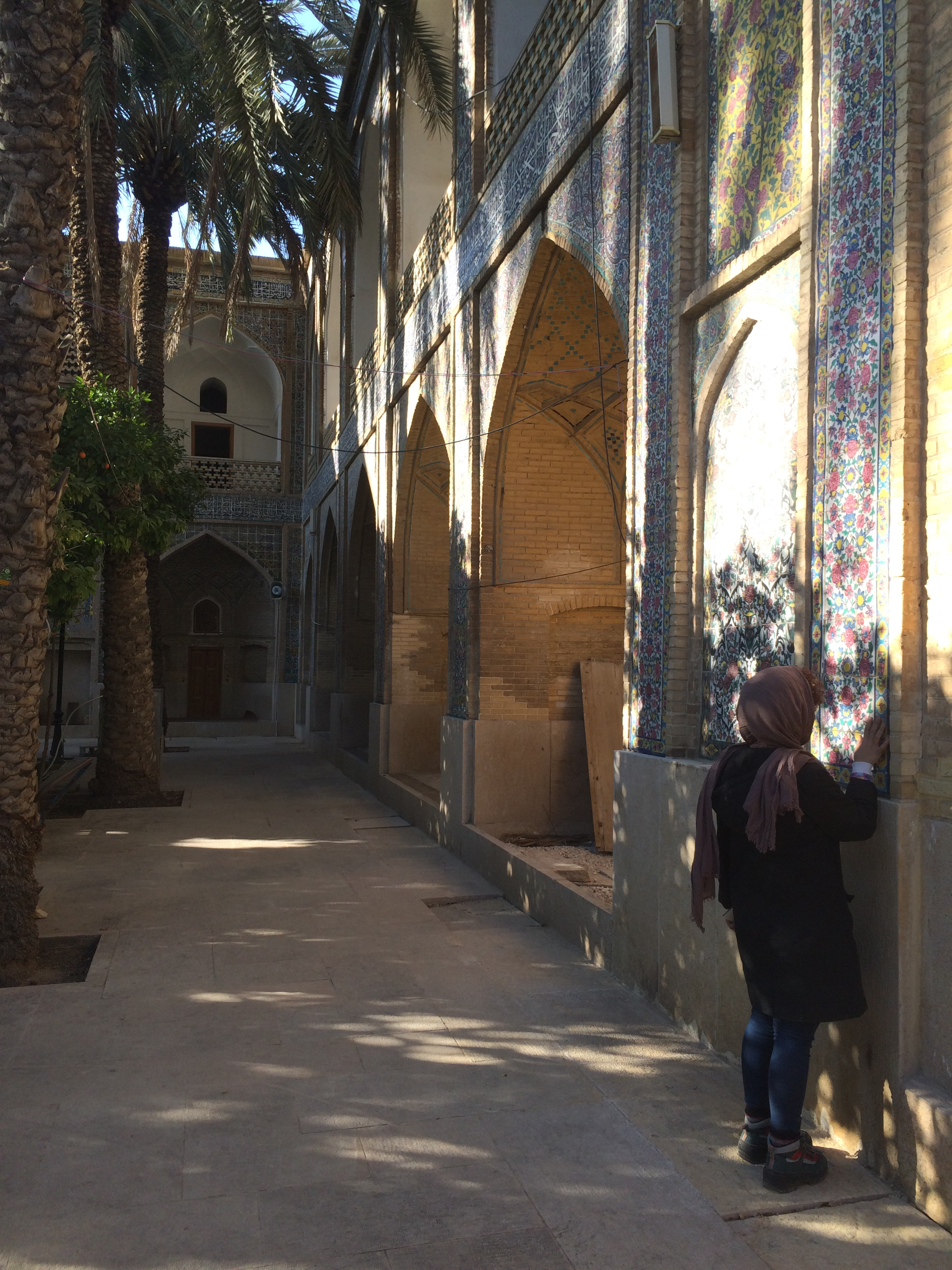
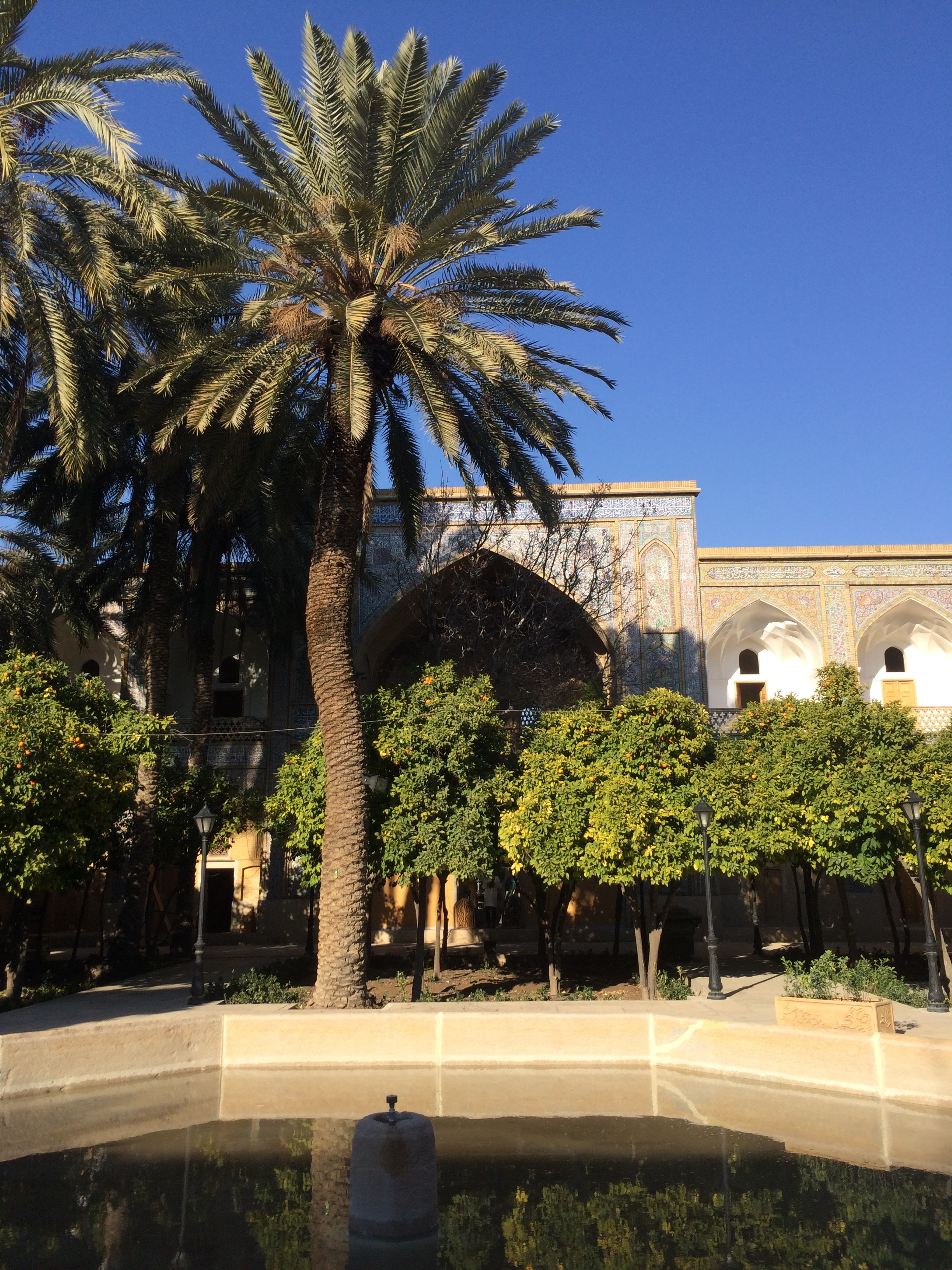
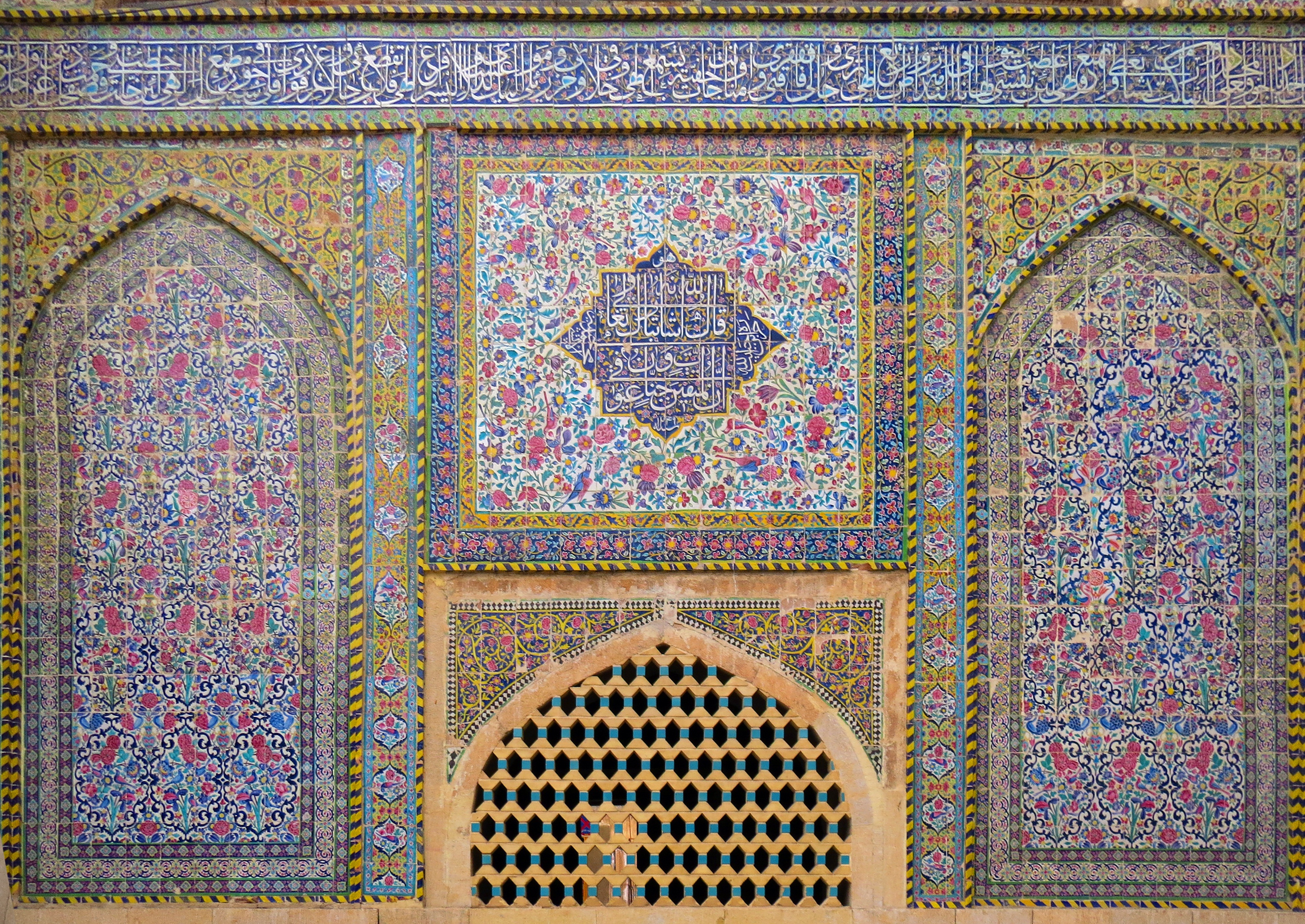
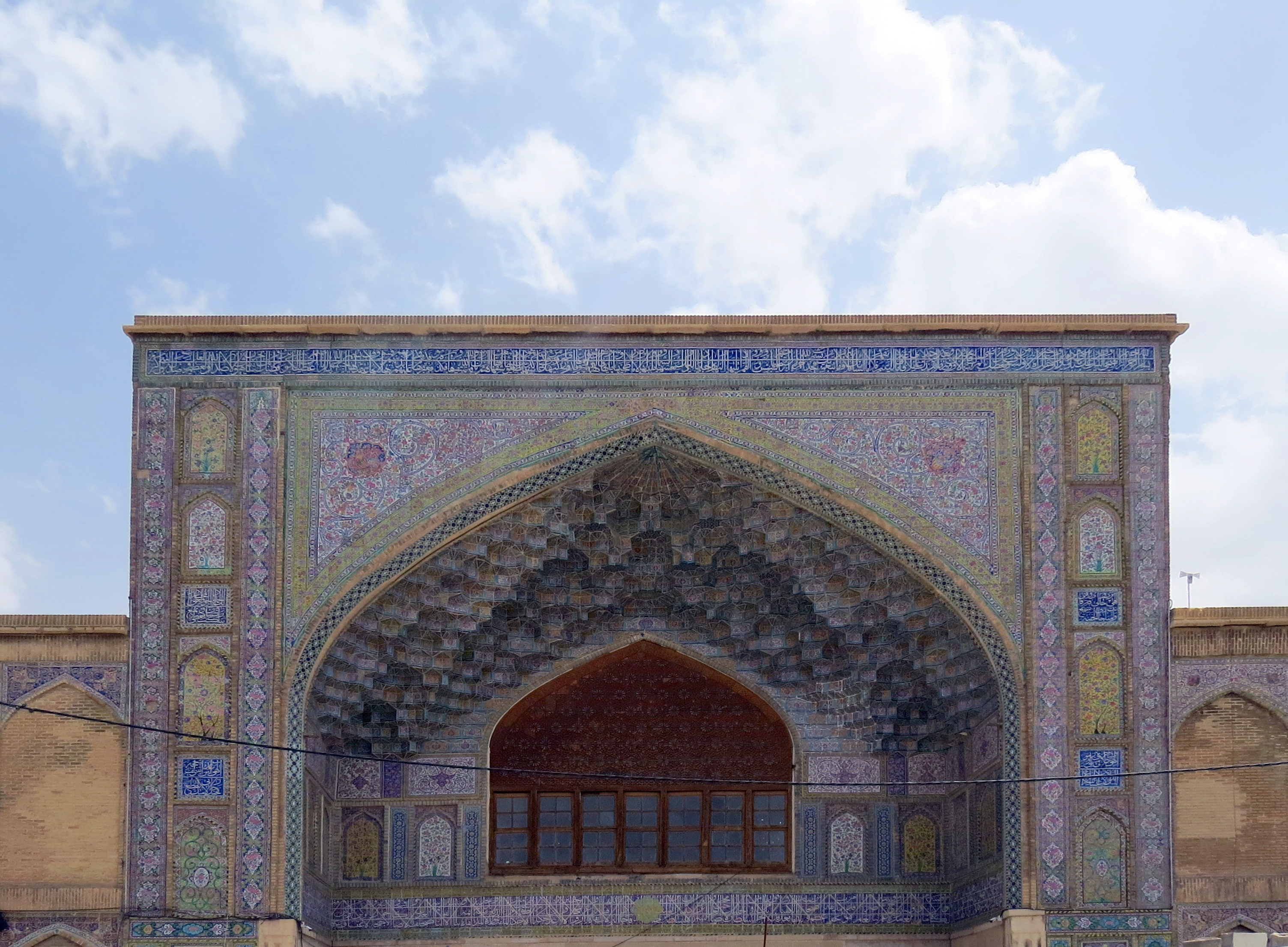
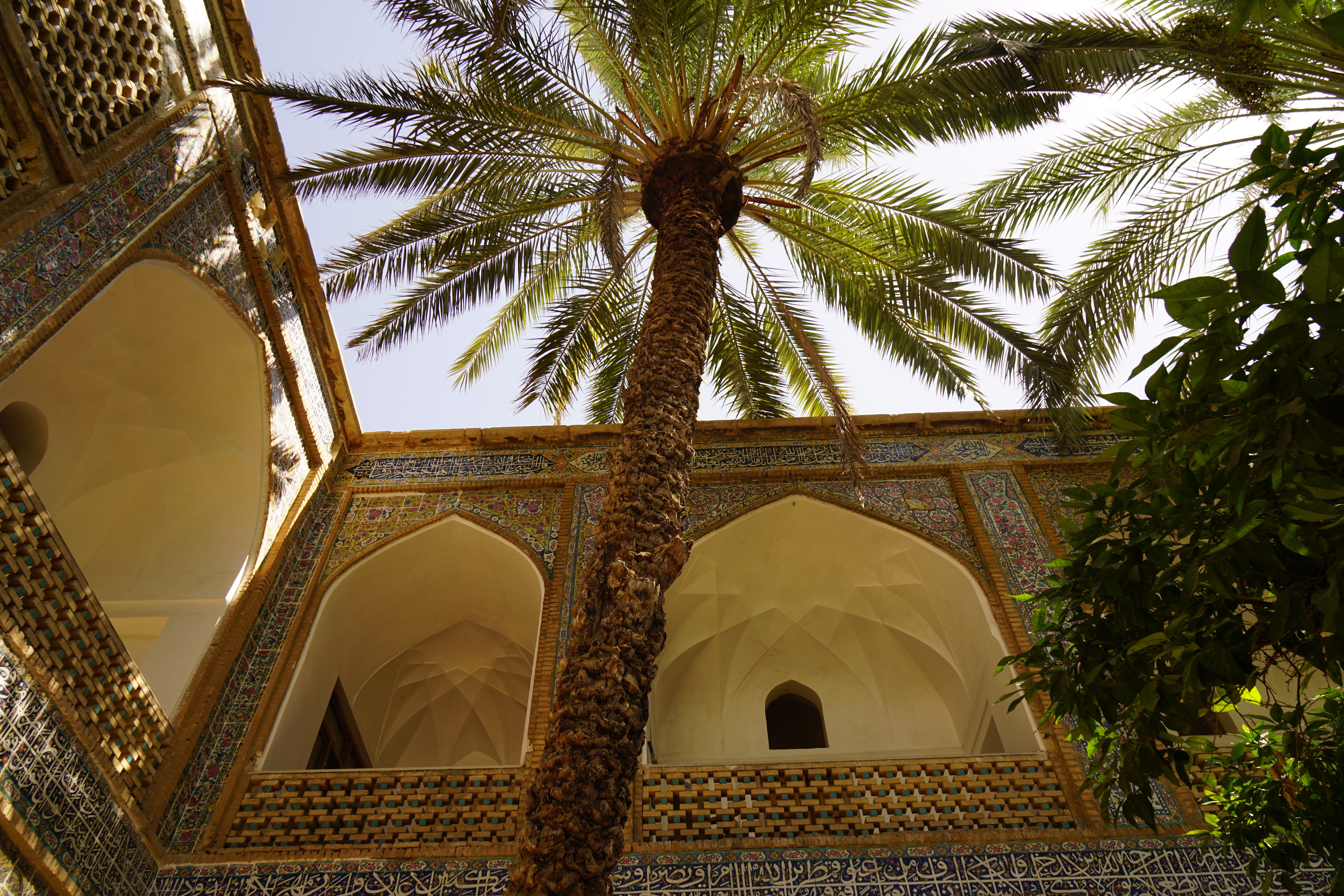
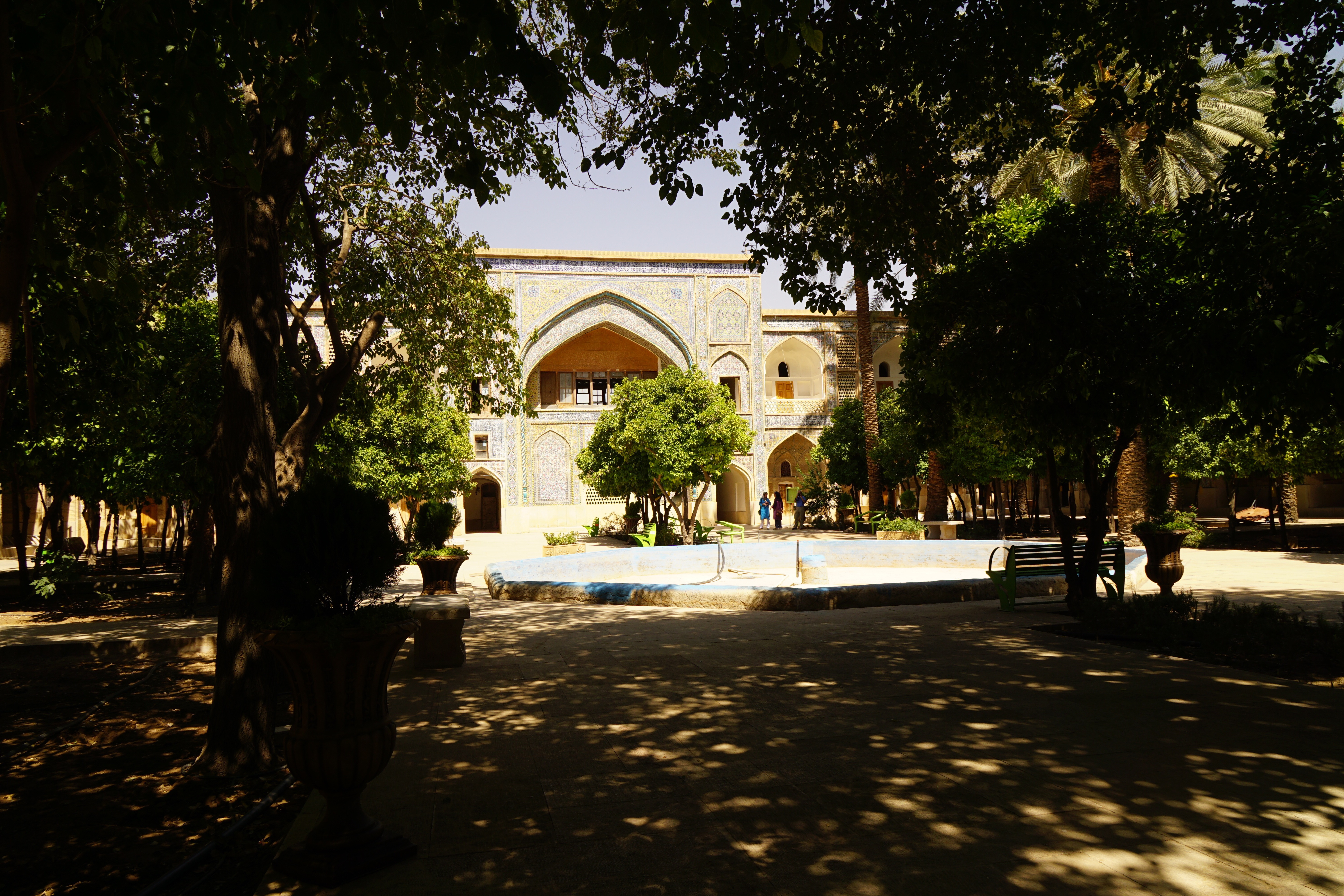
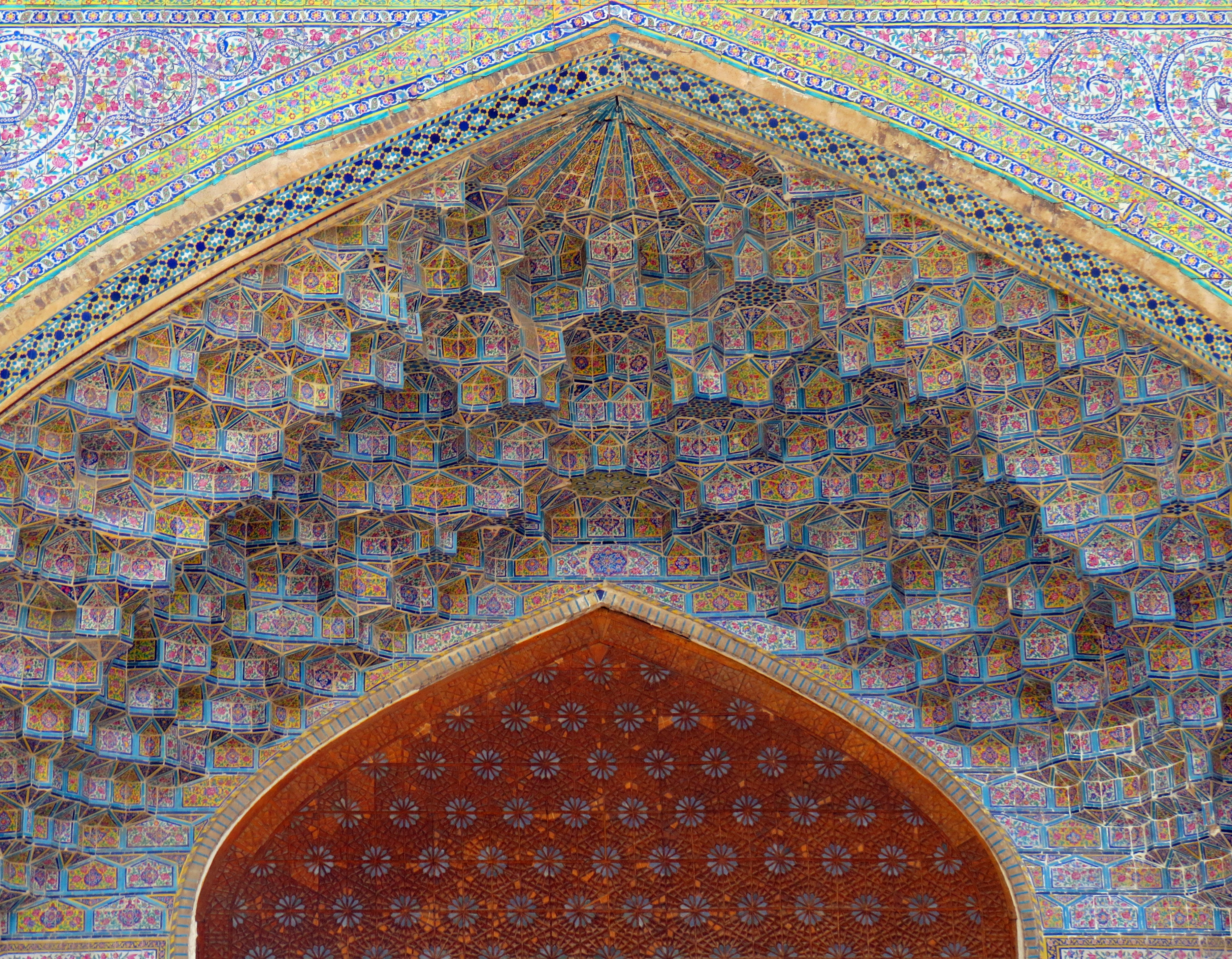
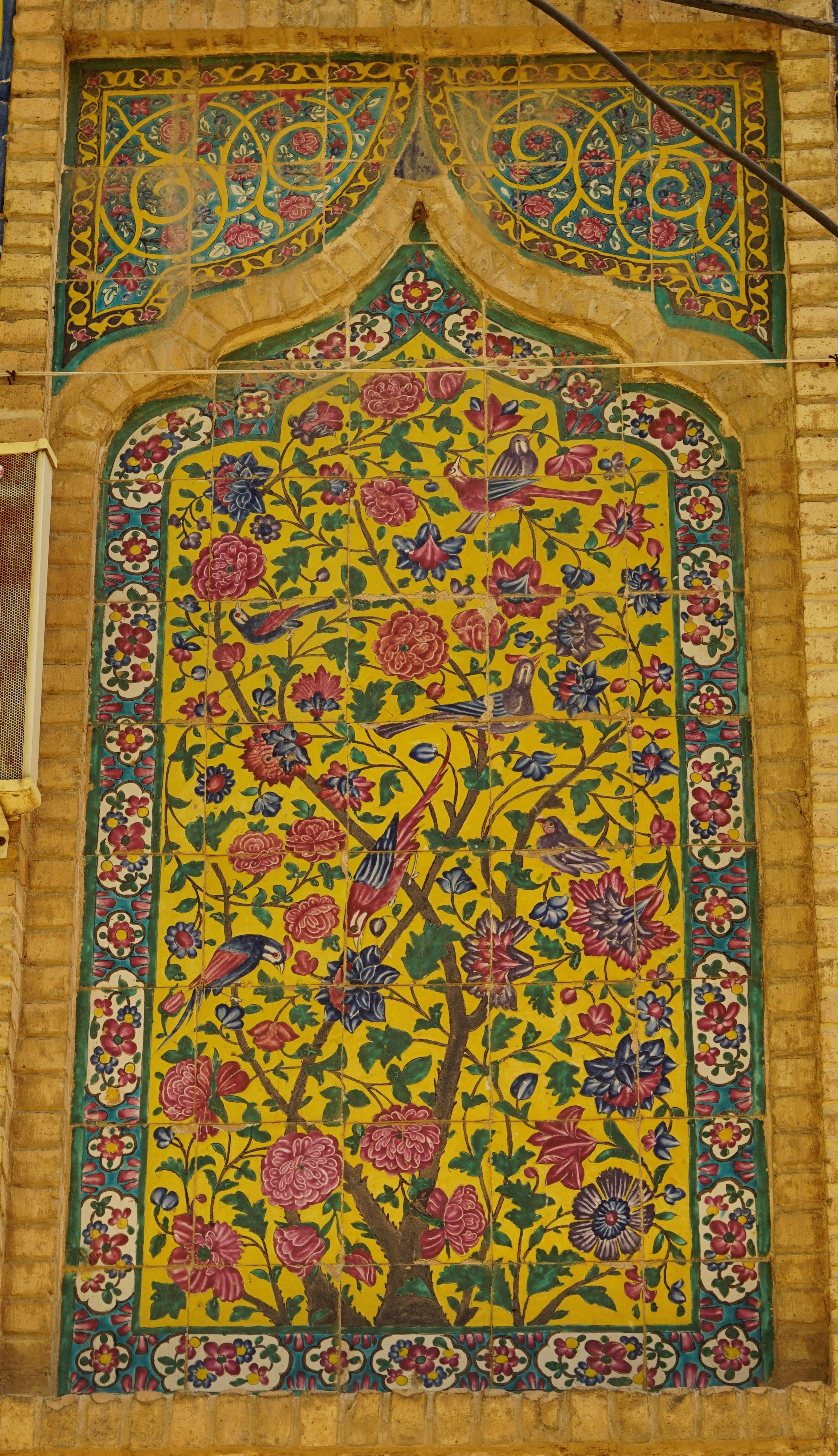
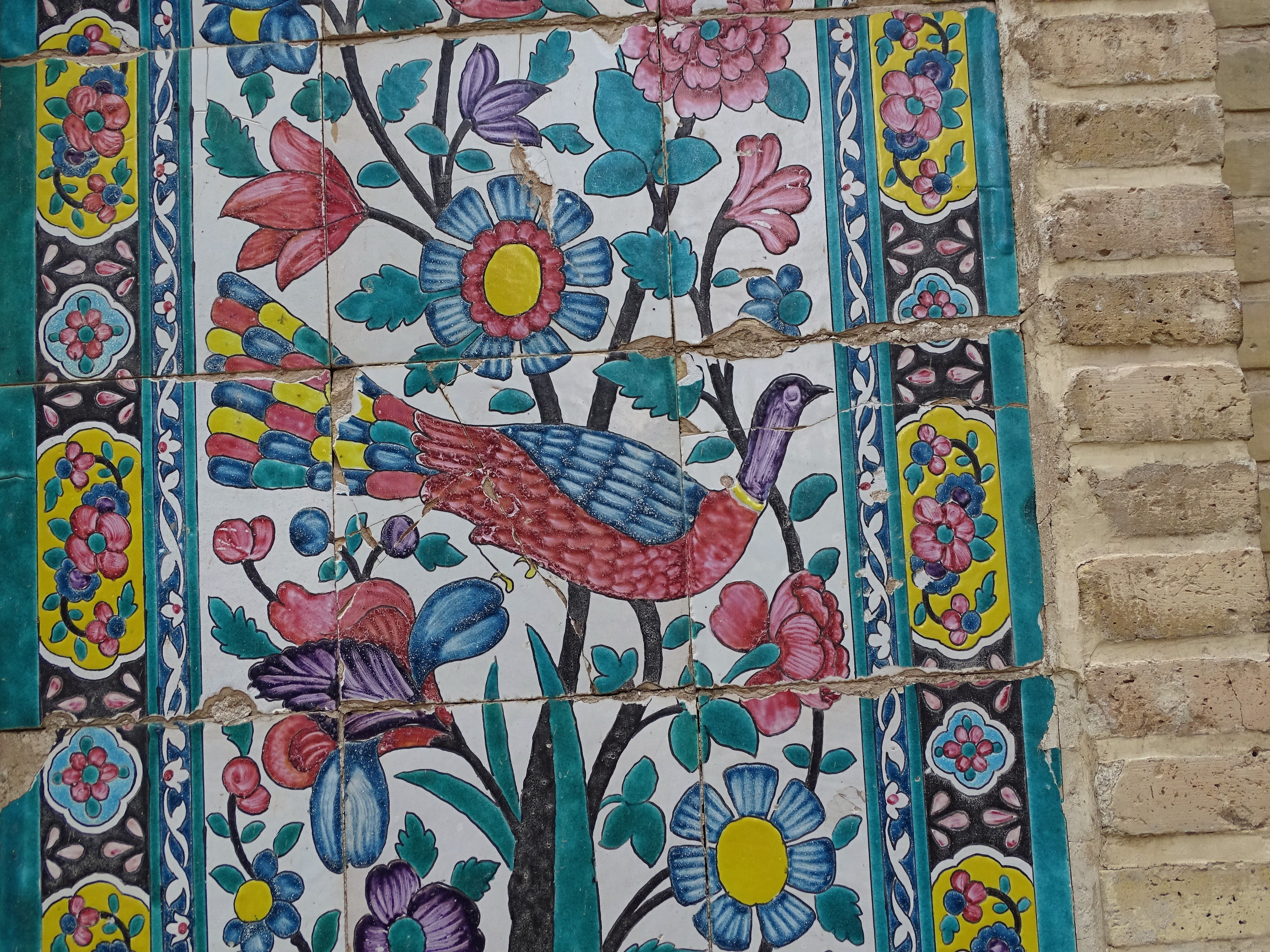
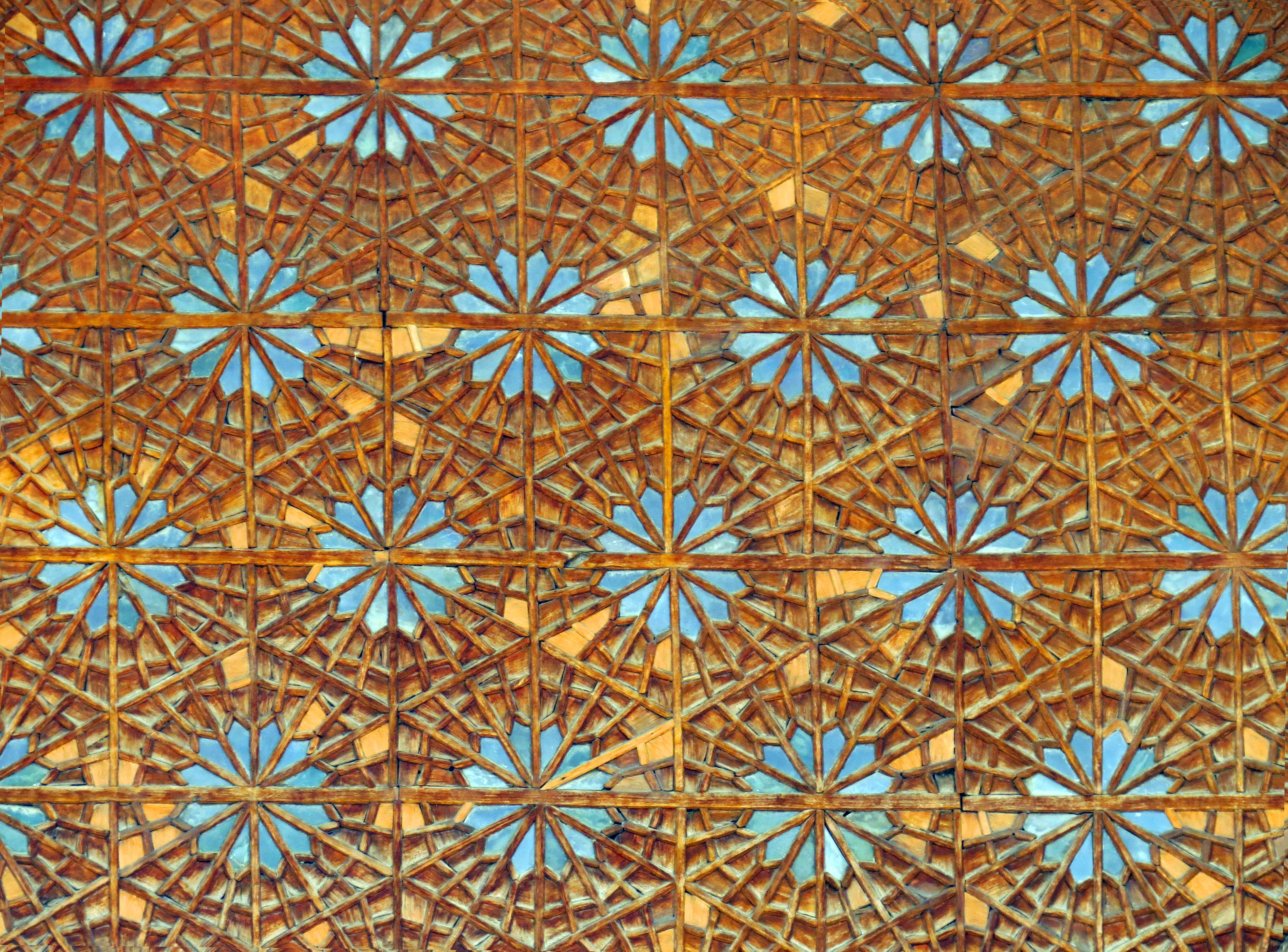
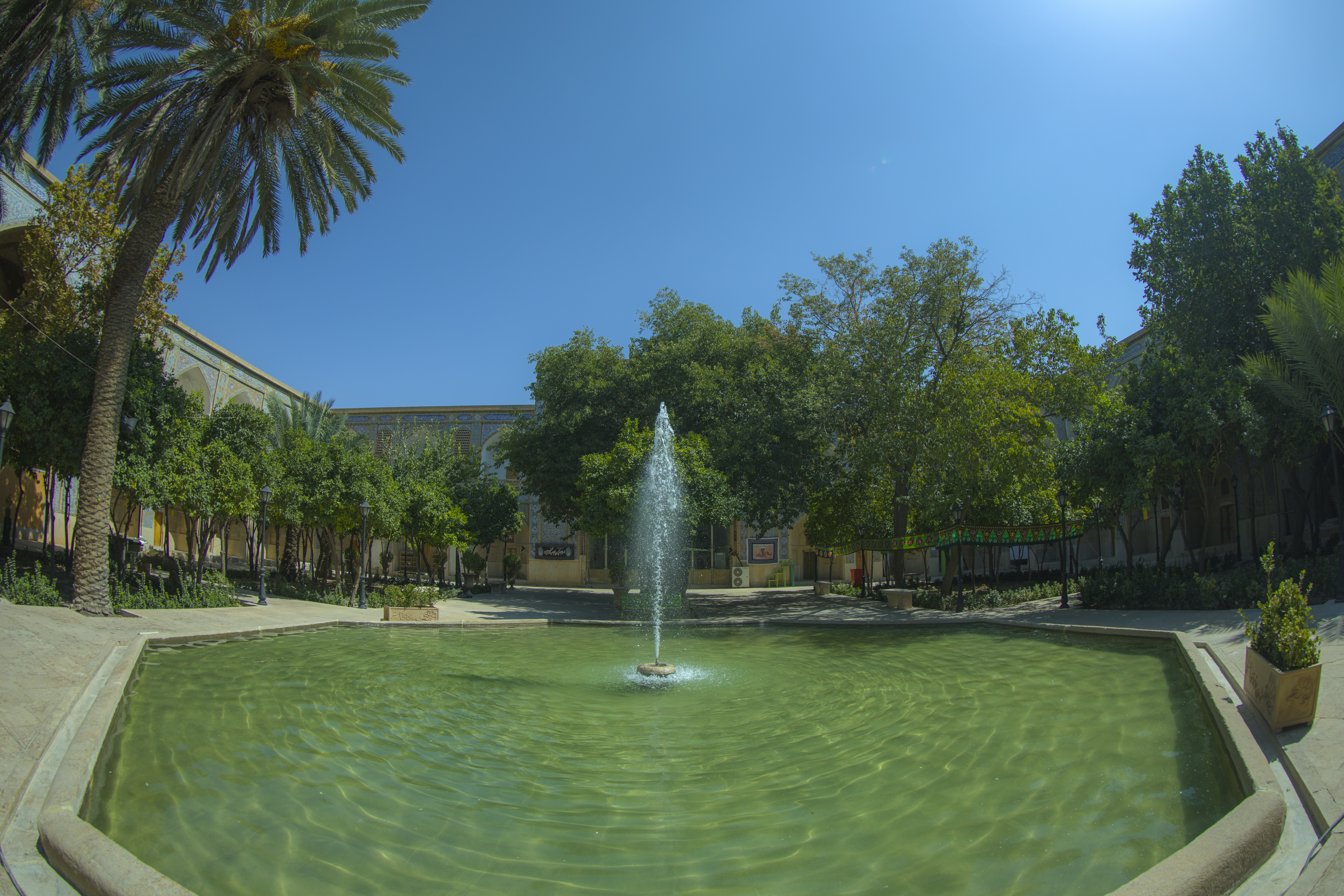
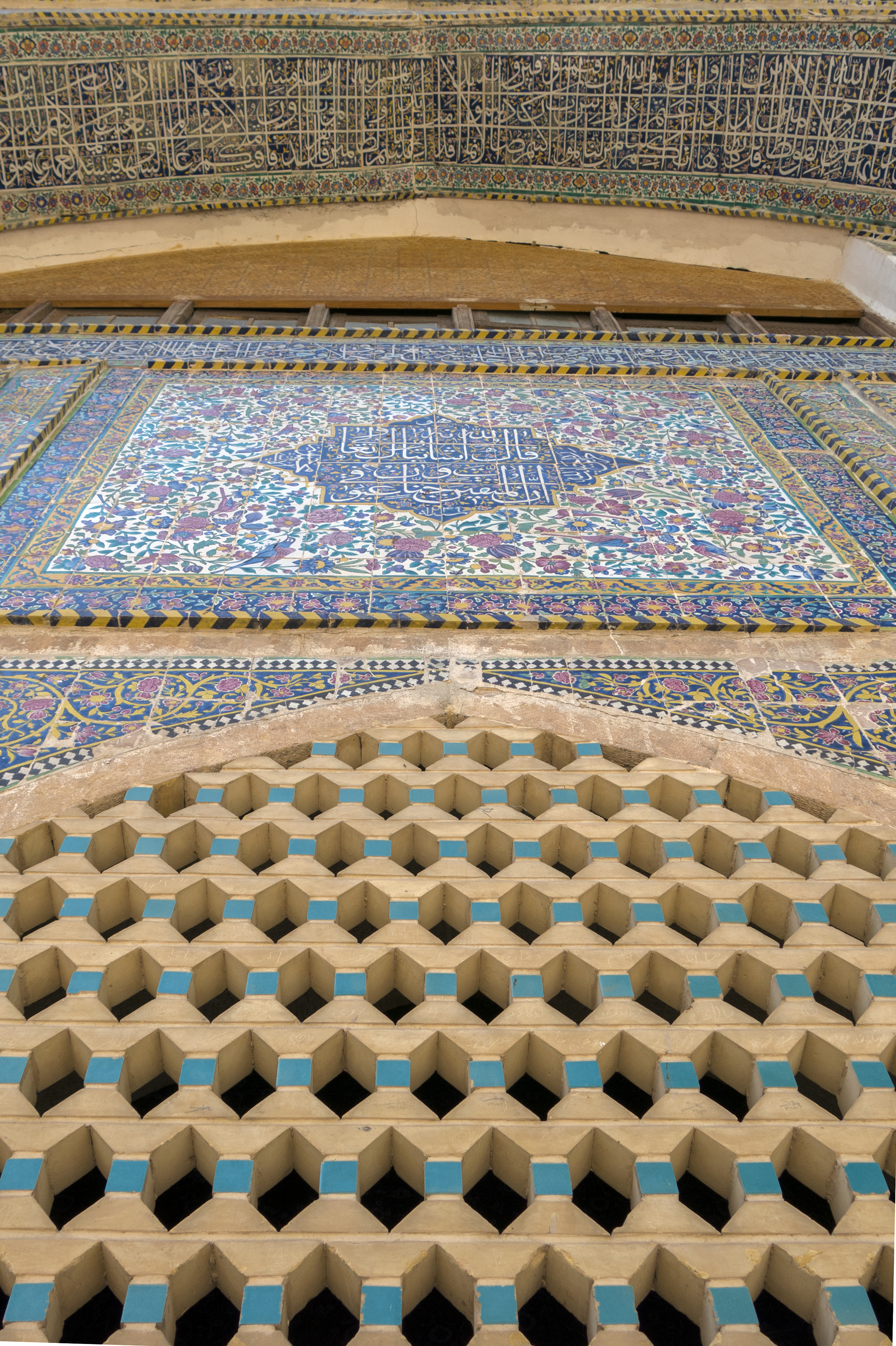